# 세계 제국
세계 제국(독일어: Weltreich, 네덜란드어: Wereldrijk)은 수퍼 제국주의 범주에 속하는 세계 또는 세계의 제국 지배의 개념으로, 전 세계적으로 광범위하고 영향력 있는 영토를 가지고 있다. "세계" 또는 "세계"는 주권하에 있는 영토가 전 세계에 퍼져 있음을 의미한다. 기본 기준은 세계를 항해 할 때 서쪽 지점에서부터 동쪽 지점까지의 영토가 세계 경계선 (약 20,000km 또는 12,400 마일)의 절반 이상이어야 하며 "글로벌"은 최소한 제국이 반드시 통과해야 함을 의미한다 경도는 180도이고 위도는 90도 이상이다. 예를 들어 스페인 제국의 영토가 전 세계로 퍼져 나갔기 때문에 16세기에 "태양이 지지 않는 나라"이라고 불리기도했다. 이 주장은 나중에 대영 제국(19세기 후반)에 적용되었다.

## 형질
세계 역사상 많은 제국이 있었지만 전 세계를 지배 한 제국은 없었으며 대영 제국은 역사상 가장 큰 제국으로 기록되었으며 세계의 1/4 표면만을 차지했다. 근본적인 원인은 충분한 인구와 군사력을 가진 국가가 지구상의 모든 땅을 정복하고 지배할 수 있도록 도와줄 수 없다는 것이다. 오늘날에도 세계 인구의 약 15억 명인 중국은 세계 인구의 5분의 1에 불과gk다. 가장 인구가 많은 국가조차도 전 세계를 점령 할 수 없는 것은 거의 역사적으로 인구 통계상의 한계이다. 그러므로 세계 제국의 개념은 전 세계의 주권을 강조하지 않고 세계의 일부를 지배하지만 반드시 우주에 퍼져 나가야만 하는 개념이다. 또한 세계 제국의 개념은 영향력의 측면, 다른 모든 국가들에 대항하여 세계 정치에 영향을 미치는 세계적인 명령으로 여겨지는 제국을 강조하며 그 영향력은 널리 퍼져 있어야 한다.
일반적으로 대영 제국의 영토는 세계의 표면적의 4분의 1을 차지하지만 고려되지만 영국 식민지 영토는 유럽, 아시아, 아프리카, 아메리카, 오세아니아에 이르기까지 모든 대륙에 있으며 영국 제국은 적용 범위의 글로벌 영역. 전략적 식민지 (지브롤터, 케이프 타운, 수에즈, 싱가포르, 홍콩...)는 제국 네트워크를 연결하는 병참 기지가되어 영국이 식민지를 보호 할 수 있도록 지원했다. 로얄 해군의 강력한 입지의 기반 인 상업용 해상 루트를 통한 군대의 신속한 배치로 대영 제국의 번영을 보장했다. 또한 영국은 남미와 청 무역 전체를 조작함으로써 세계 권력을 행사했다.
영향력 측면에서 세계 제국의 한 중요한 요소는 광범위한 세계에 무력을 사용할 수 있는 능력이다. 제국은 보통 많은 국가의 자유 의지가 아니라 정복을 통해 지어졌다. 세계 제국은 폭력에 필수 불가결하다. 강력한 군대가 필요하며, 군대는 해상 및 항공 전력에 뛰어난 물류, 운송 및 정보 기능을 집중해야한다. 이것은 적대 세력의 출현이 발생한 모든 상황에서 모든 대륙에서 전투를 수행할 수 있는 능력을 제국에 부여했다.

## 역사
제국은 세계사에서 포르투갈 제국과 스페인 제국이 일반적으로 생각한 최초의 세계 제국으로 간주되었다. 1498년에서 1580년 사이에, 큰 함대를 보유한 포르투갈은 유럽에서 아프리카, 인도양에 이르는 해양 네트워크를 구축하여 중국에 도달했다. 포르투갈 제국은 수천 킬로미터 길이의 연결 토지, 토지 임대 또는 단순히 상업용 네트워크이다. 이 제도를 통해 포르투갈은 동유럽에서 유럽으로 향신료 무역을 장악하여 많은 이익을 얻었으며 번영을 누렸다. 포르투갈은 인구의 약점으로 인해 군사적 이득을 얻지 못했기 때문에 종종 무역을 위협 할 때만 싸우는 힘을 사용하여 사업을 구축하기 위해 속임수를 사용했다.
스페인 제국은 많은 대륙에서 광대 한 영토를 점령함으로써 더 경험적인 제국을 건설했다. 1522년 스페인 군대는 멕시코에 도착했고, 1565년에 필리핀 군대를 필리핀에 파견했다. 이것은 스페인의 부 (富)가 포르투갈 인으로서 거래하는 것보다 토지를 필요로하는 농업, 소, 채소 및 무역을 기반으로했기 때문이다.
새로운 세력은 세계 제국, 상업 제국의 건설에 포르투갈을 닮은 네덜란드 제국으로 떠오른다. 그러나 정치적, 종교적 차이로 인해 네덜란드 정권은 공화 주의적 가치에 반대하는 공화당이었고 로마 카톨릭에 반대하는 개신교였기 때문에 종종 네덜란드와 포르투갈, 스페인간에 전쟁이 일어났다. 17세기에 네덜란드는 해군과 해군 함대가 가장 많은 유럽에서 가장 번영 한 국가였다. 네덜란드의 부상과 많은 유럽 국가들과의 계속되는 전쟁으로 마침내 스페인과 포르투갈은 모두 질이 저하되었다. 그러나 프랑스와 영국이 부상하기 전에 네덜란드의 세계적 권력도 끝났다. 영국은 북미에서 네덜란드를 이기고, 영국의 자본주의는 네덜란드를 훼손하는 경쟁을 불러 일으켰다. 프랑스의 루이 14세는 200,000명의 프랑스 군대가 네덜란드를 지배했고, 전쟁은 황폐화되었고 네덜란드는 황금 시대를 잃었다.
프랑스는 북아메리카 중부 평원의 정복을 통해 17세기에 처음으로 세계적인 힘을 쌓았지만 7년 전쟁에서 실패하여 프랑스를 영국 식민지가 추방했다. 1799년 나폴레옹이 권력을 잡을 무렵에 프랑스는 유럽 정복을 시도하면서 영국과의 대규모 전쟁을 다시 시도했고, 동시에 나폴레옹은 전 세계를 정복하려고 노력했다. 그는 1815년 6월 18일 워털루 전투에서 마지막 전투에서 패배하여 유럽과 프랑스를 통치하려는 노력을 끝냈다. 프랑스는 19세기 후반 산업 시대에 자신의 세계 제국을 재건하려고 시도했지만 프랑스가 나폴레옹 하에서 가장 영광스런 기간을 되찾은 것은 결코 회복 할 수 없었다. 오히려 그것은 영국 다음으로 두 번째로 큰 권력이다. 미국 옆에 있는 가까운 영국 동맹국의 경우처럼 밀접한 동맹국이다.

## 세계 헤게모니 실패
19세기 초반부터 존재해 온 세계 제국과 더불어, 19세기 말과 20세기 초에 독일은 재결합하고 일본은 주권을 재결정했다. 양국은 제국을 건설하려고 시도했다. 나폴레옹 이후 히틀러(Adolf Hitler)의 새로운 유럽 정복자는 세계를 정복하겠다는 뜻을 천명했다.
윌리엄 로렌스 시어러(William Lawrence Shirer, 1904-1993)는 자신의 저서 「제3제국의 나치 역사 - 1964년 이후의 세계 The Afterword : The World」에서 핵무기 시대에 히틀러 스타일의 등장 정복자는 불가능하며, 히틀러는 역사상 마지막 정복자였다고 밝혔다.

## 오늘날의 세계 제국
제국주의의 기간은 끝났지만, 새로운 제국주의는 빠르게 대체되었고, 새로운 세계 제국의 특성은 더 이상 수 세기 동안이 땅을 차지하지 않은 제국주의 국가였다. 과거에는 세계 시장에 침투 해 자원을 개발하고 조장하고 경제를 장악했으며 대륙의 작은 국가의 정치를 조작했다. 서구 제국주의는 이제 다국적 기업을 통해 사적으로 숨어있다. 그들은 권리가 침해 당했을 때 필요할 때 강제로 사용한다. 그래서 세계 제국의 개념은 더 이상 정확하지 않을 것이지만, 오히려 "세계 헤게모니"또는 "헤게모니 세계"의 개념이다.
리즈 대학교 사회학 명예 교수인 지그문트 바우만 교수는 세계의 크기 때문에 새로운 제국이 매핑 될 수 없다고 결론 지었다. "새로운 제국은 그려 질 수 있는 존재가 아니다. 새로운 제국의 가장 눈에 띄는 "제국"의 특징은 전체 행성을 육지의 잠재적 활용으로 관찰하고 다루는 것이었기 때문에 난센스가 되었다. "
오늘날 미국은 서방 세계에서 두각을 나타내고 있지만 제국으로 계속 부인하고 있지만 미디어는 미국을 초강대국이자 패권 국가로 인정하고 있다. 미국은 전 세계에 군대를 신속하게 배치하고 경제 시스템을 보호하며 미국의 안보와 번영을 위협하는 기반을 제공하는 군사 기지 시스템을 유지한다.
케네스 포메란츠(Kenneth Pomeranz)와 하버드대학교 역사학자 니얼 퍼거슨(Niall Ferguson)은 "120개국 이상의 미군 기지에서 우리는 제국의 종말을 거의 볼 수 없지만 이 광대한 미군 기지는 19세기 대영 제국에서 야망을 꺾었다. 그들은 많은 식민지를 가지고 있었고, 미국 제국의 비전은 훨씬 더 세계적이었다 ... "

## 같이 보기
- 거대 제국 목록